# Tennistoernooi van Tokio 2002
|                                       |  |                                        |
| Jill Craybas, winnares bij de vrouwen |  | Kenneth Carlsen, winnaar bij de mannen |

Het tennistoernooi van Tokio van 2002 werd van 30 september tot en met 6 oktober 2002 gespeeld op de hardcourtbanen van het Ariake Tennis Forest Park (met overdekt center court genaamd Ariake Colosseum) in de Japanse hoofdstad Tokio. De officiële naam van het toernooi was AIG Japan Open.
Het toernooi bestond uit twee delen:
- WTA-toernooi van Japan 2002, het toernooi voor de vrouwen
- ATP-toernooi van Tokio 2002, het toernooi voor de mannen

ATP-toernooi van Tokio‎ – WTA-toernooi van Tokio

2000 · 
2001 · 
2002 · 
2003 · 
2004 · 
2005 · 
2006 · 
2007 · 
2008 · 
2009 · 
2010 · 
2011 · 
2012 · 
2013 · 
2014 · 
2015 · 
2016 · 
2017